# Оскар Янкус
Оскар Едуард Янкус (латис. Oskars Eduards Jankus; 4 січня 1905 — 3 серпня 1937) — латвійський політик. Депутат Сейму 3 і 4 скликання. Депутат Сейму, член Комуністичної партії Латвії.

## Біографія
Оскар Янкус народився в 4 січня 1905 року в Лієпаї. Вищої освіти не здобув.
Обраний до третього скликання Сейму у 1928 році за списком Робітничо-селянської партії (Комуністична партія Латвії). Лієпайський районний суд засудив його до 4 років ув'язнення за проповідування класової ненависті, але Янкус не відбув покарання. У 1931 році обраний до 4-го скликання Сейму. Довгий час не ходив на засідання, бо був хворий на туберкульоз. У жовтні 1932 року склав повноваження. Виїхав до СРСР.
19 листопада 1936 року заарештований за членство в «антирадянській троцькістській терористичній організації». 3 серпня 1937 року засуджений і розстріляний. Похований у братській могилі на Донському кладовищі в Москві. 23 січня 1964 року постановою Військової колегії Верховної Ради СРСР реабілітований.